# Lucina (Mythologie)
Lucina war in der römischen Mythologie eine bei der Geburt helfende Göttin. Sie ist völlig mit Juno in der gleichen Funktion verschmolzen und so zum Beinamen der Juno geworden. In der griechischen Mythologie entspricht ihr Eileithyia.
In der Antike wurde der Name entweder abgeleitet von lateinisch lucus („Hain“) oder lux („Licht“), da bei der Geburt das Kind das Licht der Welt erblickt. Die Ableitung von „Hain“ beruht nach Plinius dem Älteren darauf, dass die Göttin auf dem Esquilin einen heiligen Hain besaß, mit einem 375 v. Chr. geweihtem Tempel und einem Lotosbaum von sehr hohem Alter.
Nach ihr ist der Asteroid (146) Lucina benannt.